# Předseda stálého výboru Nejvyššího lidového shromáždění
Předseda stálého výboru Nejvyššího lidového shromáždění Korejské lidově demokratické republiky (hangul: 최고인민회의 상임위원회 위원장, hanča: 最高人民會議 常任委員會 委員長) dříve známý jako předseda prezidia Nejvyššího lidového shromáždění Korejské lidově demokratické republiky, je předsedou Stálého výboru Nejvyššího lidového shromáždění, což je nejvyšší instituce státní moci v Severní Koreji, když nezasedá Nejvyšší lidové shromáždění. Předseda stálého výboru byl dříve považován de facto za hlavu státu, protože odpovídá za zastupování státu navenek, ačkoli de jure ústava určuje za hlavu státu předsedu Komise pro státní záležitosti.
Současným předsedou stálého výboru je Čchoi Rjong-hae zvolený 11. dubna 2019.

## Historie
Funkce byla vytvořena 9. září 1948 pod názvem Předseda stálého výboru Nejvyššího lidového shromáždění. Předseda předsedal stálému výboru, což mu dávalo moc ratifikovat či anulovat smlouvy se zahraničními zeměmi, jmenovat či odvolávat velvyslance v cizích zemích a přijímat pověření či odvolání diplomatických zástupců. Tuto moc mu dávala severokorejská ústava z roku 1948. Tato práva z předsedy dělaly de iure hlavu Severní Koreje, avšak prvním mužem státu byl stále premiér Kim Ir-sen.
Ústava z roku 1972 vytvořila post Prezidenta Severní Koreje. Prezident se stával de iure i de facto hlavou státu, neboť funkce byla vytvořena pro Kim Ir-sena. Zároveň byla sebrána část moci stálému výboru a byl omezen pouze na legislativní práci. Předseda stálého výboru tak vykonával i funkci předsedy Nejvyššího lidového shromáždění.
V roce 1998 byla změněna ústava a vytvořila úřad Prezidenta prezidia Nejvyššího lidového shromáždění, ačkoliv později se funkce vrátila ke svému původnímu názvu.

## Povinnosti
Podle severokorejské ústavy je předseda Stálého výboru odpovědný za přijímání pověřovacích listin a odvolávání zahraničních diplomatických zástupců.
Předseda je rovněž vedoucím Stálého výboru Nejvyššího lidového shromáždění, jehož pravomoci zahrnují ratifikaci a rušení smluv se zahraničím a jmenování nebo odvolávání velvyslanců v zahraničí. 

## Seznam předsedů
| Osoba                                                   | Osoba                                                   | portrét                                                 | nástup                                                  | odchod                                                  |
| Předseda stálého výboru Nejvyššího lidového shromáždění | Předseda stálého výboru Nejvyššího lidového shromáždění | Předseda stálého výboru Nejvyššího lidového shromáždění | Předseda stálého výboru Nejvyššího lidového shromáždění | Předseda stálého výboru Nejvyššího lidového shromáždění |
| ------------------------------------------------------- | ------------------------------------------------------- | ------------------------------------------------------- | ------------------------------------------------------- | ------------------------------------------------------- |
| Kim Tu-bong(1886–1957?)                                 | Kim Tu-bong(1886–1957?)                                 |                                                         | 9. září 1946                                            | 20. září 1957                                           |
| Čchoi Jong-gon(1900–1976)                               | Čchoi Jong-gon(1900–1976)                               |                                                         | 20. září 1957                                           | 28. prosince 1972                                       |
| Hwang Jang-yop (1923–2010)                              | Hwang Jang-yop (1923–2010)                              |                                                         | 28. prosince 1972                                       | 7. dubna 1983                                           |
| Yang Hyong-sop(*1925)                                   | Yang Hyong-sop(*1925)                                   |                                                         | 7. dubna 1983                                           | 5. září 1998                                            |
| Prezident Prezidia Nejvyššího lidového shromáždění      |                                                         |                                                         |                                                         |                                                         |
|                                                         | Kim Jong-nam (*1928)                                    |                                                         | 5. září 1998                                            | 11. dubna 2019                                          |
|                                                         | Čchö Rjong-hae(* 1984)                                  |                                                         | 11. dubna 2019                                          | úřadující                                               |